# Lago Caiambé
Lago Caiambé är en sjö i Brasilien.   Den ligger i delstaten Amazonas, i den nordvästra delen av landet, 2 300 km nordväst om huvudstaden Brasília. Lago Caiambé ligger 27 meter över havet. Arean är 25,9 kvadratkilometer. Den sträcker sig 13,9 kilometer i nord-sydlig riktning, och 13,4 kilometer i öst-västlig riktning.
I omgivningarna runt Lago Caiambé växer i huvudsak städsegrön lövskog. Runt Lago Caiambé är det mycket glesbefolkat, med 2 invånare per kvadratkilometer.